# Telia Eesti
Telia Eesti AS ist das größte Telekommunikationsunternehmen in Estland und gehört zur Telia Company. AS Eesti Telekom ist eine Holdinggesellschaft. Das Geschäft mit den Endkunden in Estland wird von Tochterfirmen betrieben. Dazu gehören die Marken und Firmen:
- Elion, Festnetzangebote der Unternehmen „AS Elion Esindus“ „Elion Enterprises AS“,  „Elion Ettevõtted AS“
- EMT, Mobilfunkangebote der  „Eesti Mobil Telefon (EMT) AS“
- „NETI“, eine Suchmaschine
- „AS MicroLink“, IT-Dienstleistungen

Ehemalige Marken von Eesti Telkom, die nicht mehr weitergeführt werden, sind  Atlas, et, Hot, und Hallo.

## Geschichte
Das 1991 nach der Unabhängigkeit Estlands gegründete Unternehmen übernahm das bestehende staatliche Telefonnetz. Das Unternehmen startete mit einem Kupferkabelnetz  aus sowjetischer Zeit und einer langen Liste von Personen, die auf einen Telefonanschluss warteten. Ausgestattet mit einem acht Jahre laufenden Monopol, investierte das Unternehmen in den Aufbau eines neuen Telefonnetzes. In den 1990er Jahren folgte der Einstieg in das Internet mit der Suchmaschine NETI, Internet-Zugängen unter der Marke Atlas und E-Mail unter Hot. Als 2000 das Monopol im Festnetz endete, wurden die Telefondienstleistungen unter et auf dem Wettbewerbsmarkt positioniert.
1993 wurden für das operative Geschäft die Tochterunternehmen „Eesti Telefon“ für das Festnetz und EMT für das Funknetz gegründet. An ihnen beteiligten sich die  Telecom Finland (später Sonera) und Telia aus Schweden mit Kapital und Know-how. 1999 brachte die estnische Regierung 49 % ihrer Anteile an der nunmehrigen Holdinggesellschaft Eesti Telekom an die Börsen von Tallinn und London. Die finnischen und schwedischen Eigentümer tauschten ihre Anteile an den Tochterunternehmen in Anteile an dem börsennotierten Mutterunternehmen und bündelten sie in der „Baltic Tele AB“, die ab 2005 die Aktienmehrheit an der Eesti Telekom besaß. 2008 waren die größten Anteilseigner des Unternehmens die Baltic Tele AB, die 60 % der Aktien hielt und der Staat Estland mit 24 %.
2009 erwarb die Telia Company, damals noch unter den Namen „TeliaSonera AB“, über die hundertprozentige Tochterfirma Baltic Tele AB von den Miteigentümern die weiteren 40 % der Aktien, worauf die Börsennotierung im Januar 2010 beendet wurde.